# Kościół św. Bartłomieja w Augustowie
Kościół św. Bartłomieja w Augustowie – kościół w Augustowie istniejący w latach 1845–1905.
Od końca XVI w. Augustowie istniało kolejno kilka kościołów drewnianych. Decyzję o budowie pierwszego kościoła murowanego podjęto w roku 1836. Projekt został zatwierdzony w 1837. W roku 1839 zawarto kontrakt z przedsiębiorcą Józefem Foksem na wybudowanie świątyni. Kamień węgielny położono obok starej drewnianej świątyni w roku 1842. Murowany kościół stanął w roku 1845. Prace wykończeniowe, głównie stolarskie, trwały jeszcze dwa lata. Wieże dobudowano w roku 1862. Koszty budowy pokryto częściowo z dotacji rządowej, a częściowo z funduszy parafii (m.in. z zaciągniętej pożyczki). Kościół poświęcono 12 lipca 1847 r.  W roku 1905 uznano, że świątynia jest zbyt mała na potrzeby wiernych i rozebrano ją. W jej miejscu w latach 1906–1911 powstał kościół Najświętszego Serca Pana Jezusa.
Kościół św. Bartłomieja zbudowany był w stylu neoklasycystycznym. Kościół był długi na 52 łokcie (ok. 29 m), szeroki na 24 łokcie (ok. 13 m) i wysoki na 15,5 łokcia (ok. 9 m). Fronton wspierał się na czterech filarach. Na frontonie znajdował się napis: Litości moja ponad wszystkie moje sprawy moje. Podłogę wykonano z desek sosnowych. W środku kościoła znajdowały się trzy ołtarze, w tym główny pod wezwaniem Matki Boskiej Różańcowej, oraz ośmiogłosowe organy. Świątynia miała dwie wieże. 